# 井田野の戦い
井田野の戦い（いだののたたかい）は、三河国井田野（魂場野、現・愛知県岡崎市鴨田町・井田町）で発生した複数の合戦。戦国時代の1535年（天文4年）12月5日に発生した第四次井田野の戦いなどがある。

## 第四次井田野の戦い

### 背景
第四次井田野の戦いは松平清康暗殺後の混乱に乗じて侵攻した織田信秀軍を、松平広忠が撃退した戦いとして知られる。1535年（天文4年）、松平清康が家臣阿部正豊によって暗殺されると（守山崩れ）、三河の松平氏は混乱に陥った。この機に乗じ、尾張の織田信秀が三河に侵攻。清康の子・松平広忠は、岡崎城を目指す織田軍を迎え撃つため出陣した。

### 戦いの経過
岡崎城を落とそうと大樹寺に陣した織田信秀に対し、当時10歳だった松平広忠と、叔父の松平信孝及び松平康孝が応戦。広忠は伊賀八幡宮で戦勝祈願を行い、井田ヶ原（井田野）で織田軍と対峙した。伝承によれば、この時松平軍の先頭に白馬に乗った武者が現れ、敵陣に向かって白羽の矢を放つと、伊賀八幡宮の神殿が鳴動し、宮の森から黒雲が湧き上がって白羽の矢が雨あられのように敵陣に降り注いだという。織田軍は敗走し、松平軍は勝利を収めた。広忠はこの勝利を伊賀八幡宮の御加護だと感激し、自ら神矢を拾って神前に奉納したと伝えられる。また、この戦いの後、広忠は伊賀八幡宮の社殿を造営し、弓矢を奉納している。

### 影響
この戦いにより、広忠は松平氏の家督を継承し、岡崎城を守ることに成功した。しかし、松平氏の弱体化は止まらず、後に今川氏の傘下に入ることになる。

## 井田野におけるその他の合戦
井田野（魂場野、魂魄野）は戦国時代を通じて幾度も戦場となり、これらも井田野の戦いと呼ばれる。主な合戦としては以下のものがある。
- 1467年（応仁元年） - 松平親忠が品野や伊保の土豪連合軍と交戦した戦い（第一次井田野の戦い）[7]。この戦いののち、怪異が頻発し井田野は魂場野と呼ばれるようになった[8]。
- 1493年（明応2年） - 松平親忠が指揮を執り、寺部城主鈴木氏、挙母城主中条氏、伊保城主三宅氏、八草城主那須氏らを破り、松平一族内での地位を高めた戦い（第二次井田野の戦い）[5][4]。松平長勝が討ち死にした[4]。
- 1506年（永正3年） - 岩津城に攻め入った伊勢宗瑞率いる今川軍と、松平長親が戦い、田原城主戸田憲光を寝返らせ、今川軍を駿府に撤退させた合戦[5][4]。
- 1533年（天文2年） - 広瀬城主三宅高貞、寺部城主鈴木重辰が再び岩津城を攻め、松平清康がこれと戦った合戦。松平勝茂が息子の信茂と討ち死にした[9][4]。
- 同年 - 信濃国の兵数千が攻め入り、松平清康がこれを撃退した戦い。本多忠正が息子の助俊とともに討ち死にした[4]。

1467年（応仁元年）の合戦による戦死者は敵味方区別なく葬られ、千人塚が築かれた。また、戦場近くの西光寺には大衆塚もあり、桶狭間の戦い後に徳川家康が大樹寺に逃げ込んだ際の戦死者が葬られている。

## 史跡

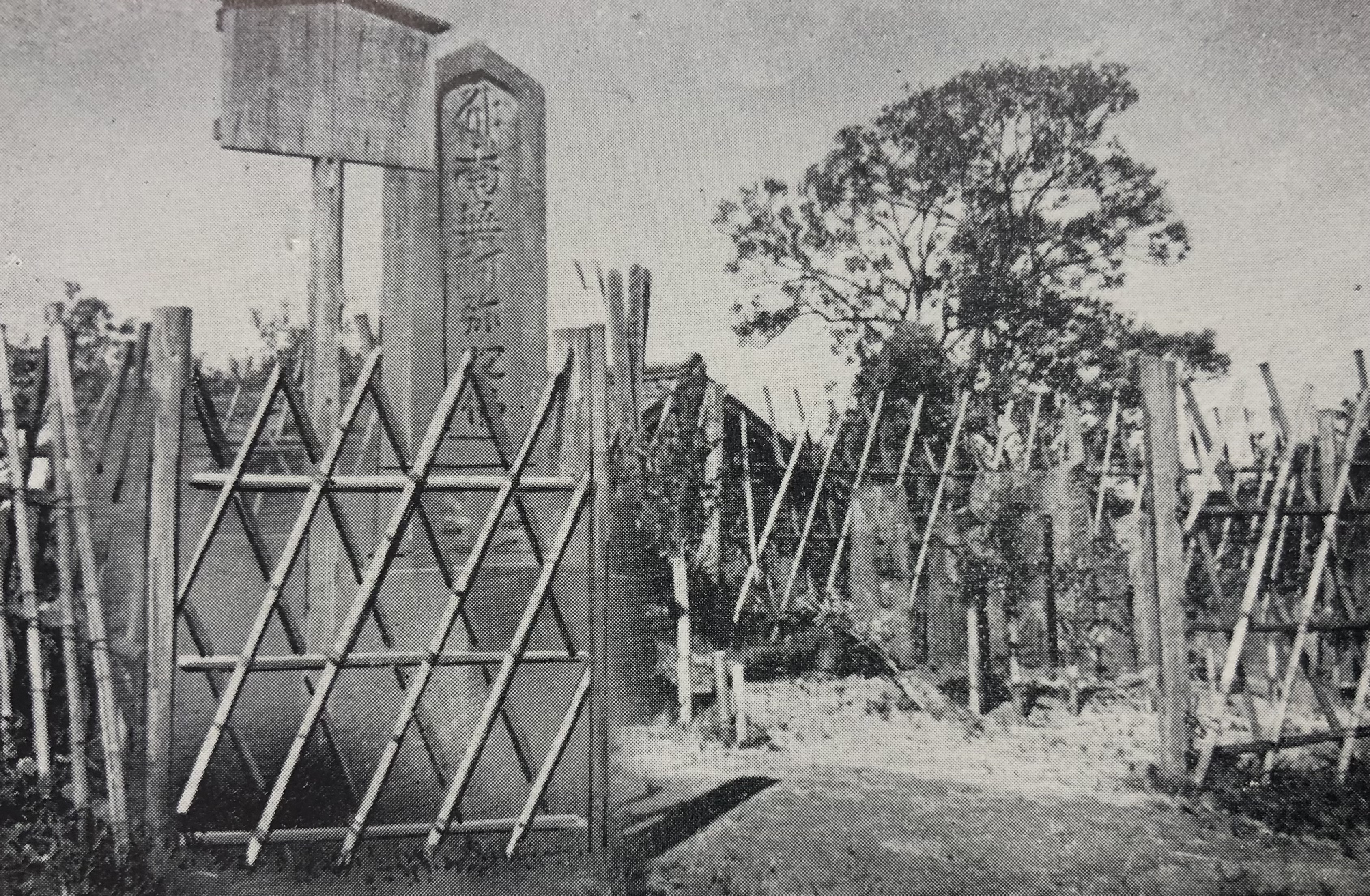
千人塚

- 井田野古戦場 - 岡崎市鴨田町の西光寺境内に岡崎観光きらり百選の看板が設置。名鉄名古屋本線東岡崎駅から名鉄バスで井田停留場下車徒歩5分の位置にある[7]。
- 千人塚 - 西光寺南方に位置し、中央に南無阿弥陀仏と刻まれた高さ2mの石碑が立つ。1696年（元禄9年）に大樹寺28世忍誉が建立[10]。
- 奥殿藩藩主廟所 - 1493年（明応2年）の合戦後、松平親忠が北方の備えとして次男松平乗元を大給城主としたことに始まる[11]。